# Freeport (Illinois)
Freeport település az Amerikai Egyesült Államok Illinois államában, Stephenson megyében, melynek megyeszékhelye is. Lakosainak száma 23 973 fő (2020. április 1.).

## Népesség
A település népességének változása:
| Lakosok száma | 26 443 | 25 638 | 23 973 |
|               | 2000   | 2010   | 2020   |